# Axel Rex -アクセルレックス-
『AXEL REX -アクセルレックス-』（アクセルレックス）は、おおのじゅんじによる漫画作品。講談社とYahoo!コミックのコラボレーション企画、『ヒーロークロスライン』にて連載されていたウェブコミックである。
また、この作品に登場するヒーローの名前でもある。

## 概要
連載期間は2008年11月5日から2009年3月4日であり、2009年3月30日に単行本（全1巻）が発売された。
記憶をなくした少年が小さな少女とひっそり喫茶店を経営しながら日常を過ごし、時折警察沙汰に巻き込まれながらも成長していくアクションストーリー漫画である。
マガジンZの休刊に伴うヒーロークロスライン第一期終了の影響を受け、一旦連載を終了。続編が確定するまでは自身で公式グッズや同人誌を制作、イベントで販売している。
HXL作品では『ジエンド』と関連が深い。ちなみに『スタジオ秘密基地劇場』にアクセルレックスが登場するが、『スタジオ秘密基地劇場』の舞台年代はカズマが記憶をなくす前のことであり若干の矛盾が生じている。
（※世界観については作品共通の世界観も参照。）

## 登場キャラクター
火茜 カズマ（ひあかね かずま）
この作品での主人公、男性ヒーローである。トレードマークはたなびくマフラーと赤い前髪。推定年齢15歳前後。
二階堂病院にいたらしく、ナンバーは51。
幼い頃の記憶が一切なく、普段は池袋の喫茶店「COFFEE REX」を営んでいる。しかし基本的には買出し部隊で、コーヒーを淹れるのはまだまだ下手らしい。
能力は、加速を生かした「スピード」で、同居人タンポポにより授けられた（作品共通の用語を参照の事）。カズマは当初、制限なしに能力を発現できる状態になる事に恐怖を覚え、力に呑み込まれる事を恐れていた。そのため、能力を発動すると身体が追い付かず、その上、要所要所に火傷を負った。
AXEL REX（アクセルレックス）
火茜カズマの能力と、タンポポの授けた「もの」により、完璧になった状態（この一連の経緯は不明）。
スーツとヘルメットは、急加速による反動や衝撃に軋む骨・筋肉・内蔵と、空気の抵抗で発生する火傷から全身を保護している。
この状態ではディザルバーや豊洲の攻撃にもビクともしない高い防御力を誇る。が、対視覚防御は無いらしく、畑野の視線を介した精神介入は通してしまっている。
マフラーはカズマの意思で自在に動くらしく、対象を包み込む、巻きついて締め上げる、末端を鋭くして斬り裂く等が可能。
平時はカズマが着用するマフラーとして首に巻かれているが、その状態でも自在に動く能力は失われていない。
ちなみにヘルメットは脱着可能。
タンポポ
この作品でのもう一人の主人公、女性ヒロイン的存在である。トレードマークはぬいぐるみとドリルな金髪ツインテール。推定年齢10歳以下。
カズマと共に池袋の喫茶店「COFFEE REX」を営んでおり、コーヒーは彼女が淹れている。
能力は、テレパシー、サイコキネシス。相当な能力の使い手らしく、自由自在に物を操れる。カズマに力を与えた張本人。二階堂病院との関係は不明。
どうやら象の造型をしたグッズが好きらしい。
ヴァレンタイン
タンポポが大事にしているピンク色をした象のぬいぐるみで、タコのような長い足と額にハートマークが特徴。普段は普通のぬいぐるみなのでしゃべったり単独での能力は全くないが、よくタンポポの能力で宙に浮いている。時折頼まれたものを運びに家中を飛び回っている。
『ジエンド』の小夏にかじられ振り回された。
さらに本人作成の同人誌にてかじられた挙句洗濯機で洗われぐったりしてしまった。
峰岸 銀六（みねぎし ぎんろく）
白髪の池袋警察署刑事。通称「六さん」で年齢不詳。温厚な人柄でカズマのことを気にかけ、時折喫茶店に様子を見に来る。
意外にもiPhoneユーザーである。
森（もり）
池袋警察署刑事。本名年齢共に不詳。ディザルバー戦で死亡。
ディザルバー
二階堂病院で怪物と化したノッカーズ。ナンバーは46。
人間の生気を餌に蓄えないと身体が溶けて行ってしまう。悪用しようとしてアクセルレックスにより倒される。この能力にもタンポポが関係しているらしい。
大河原 瞳（おおかわら ひとみ）
東上線中板橋駅で自殺しようとしていたノッカーズの少女。カズマにすんでのところで助けられ一命を取り留める。父親は警視庁の人間で、母親は専業主婦。
能力はあらゆる物質に同化し操る能力であるが、畑野により自身の能力を悪用されてしまう。
年齢は不明だが、未成年であることが明記されている。
畑野 ひろし（はたの ひろし）
年齢33歳。デパートなどを強盗していたノッカーズで、能力は相手の記憶や深層心理に入り込むこと。
豊洲（とよす）
本名年齢共に不詳。デパートなどを強盗していたノッカーズで、能力は巨大化、怪力である。
家族構成は妻と子供。

### 他作品からの登場キャラクター
入間 涼（いるま りょう）
『ジエンド』のキャラクター。六刑事が警視庁の資料映像を見ている場面で、映像に登場する。
ラフ・J・ダイアモンド（ラフ・ジャック・ダイアモンド）
声 - 伊藤健太郎
『ジエンド』のキャラクター。六刑事が警視庁の資料映像を見ている場面で、映像に登場する。
ジエンド
声 - 高木渉
『ジエンド』の主人公。六刑事と森刑事の回想シーンに登場する。
アルクベイン
声 - 杉田智和
『ALCBANE』の主人公。六刑事と森刑事の回想シーンに登場する。
高階（たかしな）
声 - 石塚運昇
『ジエンド』のキャラクター。本名年齢共に不詳。警視庁対異能者対策特別部隊「BOOTS」（ブーツ）第1班所属で、「ブースター」装着隊員である。六さんとは顔見知りで、初対面のアクセルレックスのことを「角付き」と命名する。
藤（ふじ）
『ジエンド』のキャラクター。高階と一緒にノッカーズ犯罪現場に赴く。
小夏（こなつ）
『ジエンド』のキャラクター。単行本収録のオマケ4コマに登場。

## 配信リスト
| 話数  | 配信日         | タイトル                         | 備考   |
| ----- | -------------- | -------------------------------- | ------ |
| 第1話 | 2008年11月5日  | CASE：1 the first half（前編）   |        |
| 第2話 | 2008年11月12日 | CASE：1-2 the first half（後編） |        |
| 第3話 | 2008年12月10日 | CASE：2 残骸                     |        |
| 第4話 | 2009年1月14日  | CASE：3 残骸：2                  |        |
| 第5話 | 2009年2月25日  | CASE：4 残骸：3（前編）          |        |
| 第6話 | 2009年3月4日   | CASE：4 残骸：3（後編）          | 最終回 |

## 書誌情報
- おおのじゅんじ『AXEL REX』講談社〈マガジンZKC〉、全1巻
  1. 2009年3月30日第1刷発行、同日発売 ISBN 978-4-06-349437-2